# La Cuisinière (Aertsen)
Pour les articles homonymes, voir La Cuisinière (homonymie).
La Cuisinière est un tableau réalisé par le peintre néerlandais Pieter Aertsen en 1559. De format vertical, cette huile sur bois de chêne représente une femme dans une cuisine, au milieu de victuailles et d'ustensiles. Aperçue par son profil gauche, elle y figure debout devant l'âtre d'une cheminée sculptée, avec dans la main droite une longue broche garnie de volailles et de viande, et tenant de l'autre une écumoire. Acquise en 1904 à Londres, au Royaume-Uni, l'œuvre est conservée par les musées royaux des Beaux-Arts de Belgique au musée Oldmasters de Bruxelles, en Belgique.